# Donje Vrbno
Donje Vrbno (cyr. Доње Врбно) – wieś w Bośni i Hercegowinie, w Republice Serbskiej, w mieście Trebinje. W 2013 roku liczyła 6 mieszkańców.